# Guerra de Titanes (2016)
Guerra de titanes 2016 fue la decimonovena edición de Guerra de Titanes, un evento pago por visión de lucha libre profesional producido por Asistencia Asesoría y Administración. Tuvo lugar el 22 de enero de 2016 desde el Gimnasio Olímpico Juan de la Barrera en Ciudad de México. El evento tuvo que ser reprogramado debido a una posible cancelación por muchos problemas de logística de la empresa. El evento estaba planeado para finales de diciembre de 2015. Hubo muchos cambios en la cartelera. Una de las posibles luchas era El Patrón Alberto defendiendo su título contra Johnny Mundo. Pero debido a la partida de Alberto y muchas otras estrellas el evento fue hecho de esta manera.

## Resultados
- Pimpinela Escarlata, Dinastía y Niño Hamburguesa derrotaron a Mamba, Mini Charly Manson y El Apache.
  - Niño Hamburguesa cubrió al Apache después de aplicarle un Hamburguesa Splash.
- Taya Valkyrie, Lady Shani y Keira derrotan a Faby Apache, Goya Kong y Maravilla en un lumberjack match.
  - Taya cubre a Goya después de una estaca canina.
  - Keira fue el reemplazo de Sexy Star, debido a una lesión de esta.
- Jack Evans, Australian Suicide y Fireball derrotan a Daga, La Parka Negra y Super Fly.
  - Suicide cubre a Daga después de aplicarle un Spanish Fly sobre una mesa.
- Chessman & Averno derrotan a Villano IV & Máscara Año 2000 Jr. y a la Real Fuerza Aérea (Fenix & Aero Star) ganando la vacante del Campeonato Mundial en Parejas de AAA.
  - Joe Líder entró para ayudar a Chessman a conseguir la victoria.
  - Originalmente la lucha sería para conseguir nuevos retadores al título de Los Güeros del Cielo, sin embargo, debido a la lesión de Angélico, el título quedó vacante y la lucha sería por el título..
- La Secta (El Zorro, Dark Cuervo & Dark Escoria) vencieron a La Parka, Electroshock & Garza Jr. y a El Hijo del Fantasma, El Hijo del Pirata Morgan & Taurus ganando la vacante del Campeonato Mundial de Tríos de AAA.
  - Los títulos quedaron vacantes después de los Hell Brothers se marcharan de AAA
- El Mesías & El Texano Jr. derrotan a Dr. Wagner Jr. & Psycho Clown.
  - Como resultado, Mesías y Texano lucharán en Rey de Reyes por la vacante del Megacampeonato de AAA.

- Datos: Q22662429